# سعيد بخاري
سعيد بخاري مناضل من أجل الديمقراطية وحقوق الإنسان في الجزائر، ولد يوم 28 أوت 1962 في معاتقة بتيزي وزو، وتوفي يوم 22 نوفمبر 2017 في تيغزيرت.

## سيرة شخصية
ولد سعيد بخاري يوم 28 أوت1962 في قرية بوعرفة التابعة لبلدية معاتقة في منطقة القبائل في عائلة ثورية. أثناء وجوده في المدرسة الثانوية التحق بالحركة الثقافية البربرية (MCB) التي ناضلت من أجل الاعتراف بالهوية الأمازيغية بكل أبعادها. كان حاضرا في أحداث الربيع الأمازيغي عام 1980، من خلال المشاركة في المسيرات والفعاليات المختلفة التي قام بها والتي شارك فيها طلاب المرحلة الثانوية أنذاك. . حيث لعب طلاب المدارس الثانوية دورًا مهمًا أثناء الربيع الأمازيغي وذلك من خلال القيام بالعديد من التحركات من بين أمور أخرى: مسيرات 16 و 17 و18 مارس 1980 في الأربعاء نايث ايراثن ثم في عزازقة وعين الحمام، مظاهرات استمرت نحو ستين وعرفت عديد الاعتقالات في صفوف طلاب المدارس الثانوية في ذراع الميزان يوم 7 أبريل 1980، كما شارك الطلبة الثانوييون في احتلال جامعة تيزي وزو.
في عام 1985، شارك سعيد بخاري في إنشاء أول رابطة جزائرية للدفاع عن حقوق الإنسان ، على رأسهاالمحامي علي يحيى عبد النور، والتي أنشأها بشكل أساسي نشطاء الحركة الثقافية الأمازيغية  وأبناء الشهداء.

## وفاته
توفي سعيد بخاري يوم 22 نوفمبر 2017 في مستشفى تيغزيرت بعد صراع طويل مع المرض,. جنازته عرفت حضور العديد من الشخصيات من الحركة الثقافية البربرية والدوائر الفكرية والإعلامية، وكذلك وزير الشباب والرياضة انذاك، ولد علي الهادي ودفن في قريته بوعرفة  بمعاتقة.

## جوائز
في عام 2019، حصل بعد وفاته على جائزة معطوب الوناس ضد النسيان 

## مذكرات و مراجع
1. ↑  Nassima, Dib. "Tizi-Ouzou: l'ancien animateur du MCB Saïd Boukhari, n'est plus". www.aps.dz (بfr-fr). Archived from the original on 2022-10-25. Retrieved 2019-01-11.{{استشهاد ويب}}:  صيانة الاستشهاد: لغة غير مدعومة (link)
2. ↑  Kabylie News Télévision. "Intervention d'Ali Nait Djoudi au gala - hommage à Said Boukhari à Tizi-ouzou". اطلع عليه بتاريخ 2019-01-12.
3. ↑  Rédaction (22 Nov 2018). "Hommage au militant de la cause berbère Saïd Boukhari". TAMURT (بfr-FR). Archived from the original on 2019-09-05. Retrieved 2019-01-11.{{استشهاد ويب}}:  صيانة الاستشهاد: لغة غير مدعومة (link)
4. ↑  "Un comité de solidarité avec Saïd Boukhari est né". Le Matin d'Algérie (بالفرنسية). Archived from the original on 2023-05-28. Retrieved 2019-01-11.
5. ↑  "Saïd Boukhari est mort mercredi à l'hôpital de Tigzirt". Le Matin d'Algérie (بالفرنسية). Archived from the original on 2019-04-18. Retrieved 2019-01-11.
6. ↑  "Disparition de Saïd Boukhari : « Un nom qui restera gravé en lettres d'or pour son combat pour une Algérie meilleure » (Ministre)". El Moudjahid (بالفرنسية). Retrieved 2019-04-09.[وصلة مكسورة]
7. ↑  "Prix Matoub Lounès contre l'oubli : Saïd Boukhari, Benchicou et Khadidja distingués". الوطن (جريدة جزائرية) (بالفرنسية). 24 juin 2019. Archived from the original on 20 أكتوبر 2022. Retrieved 17 septembre 2019. {{استشهاد ويب}}: تحقق من التاريخ في: |تاريخ الوصول= and |تاريخ= (help).